# Nolina matapensis
Nolina matapensis är en sparrisväxtart som beskrevs av Ira Loren Wiggins. Nolina matapensis ingår i släktet Nolina och familjen sparrisväxter. Inga underarter finns listade i Catalogue of Life.

## Bildgalleri

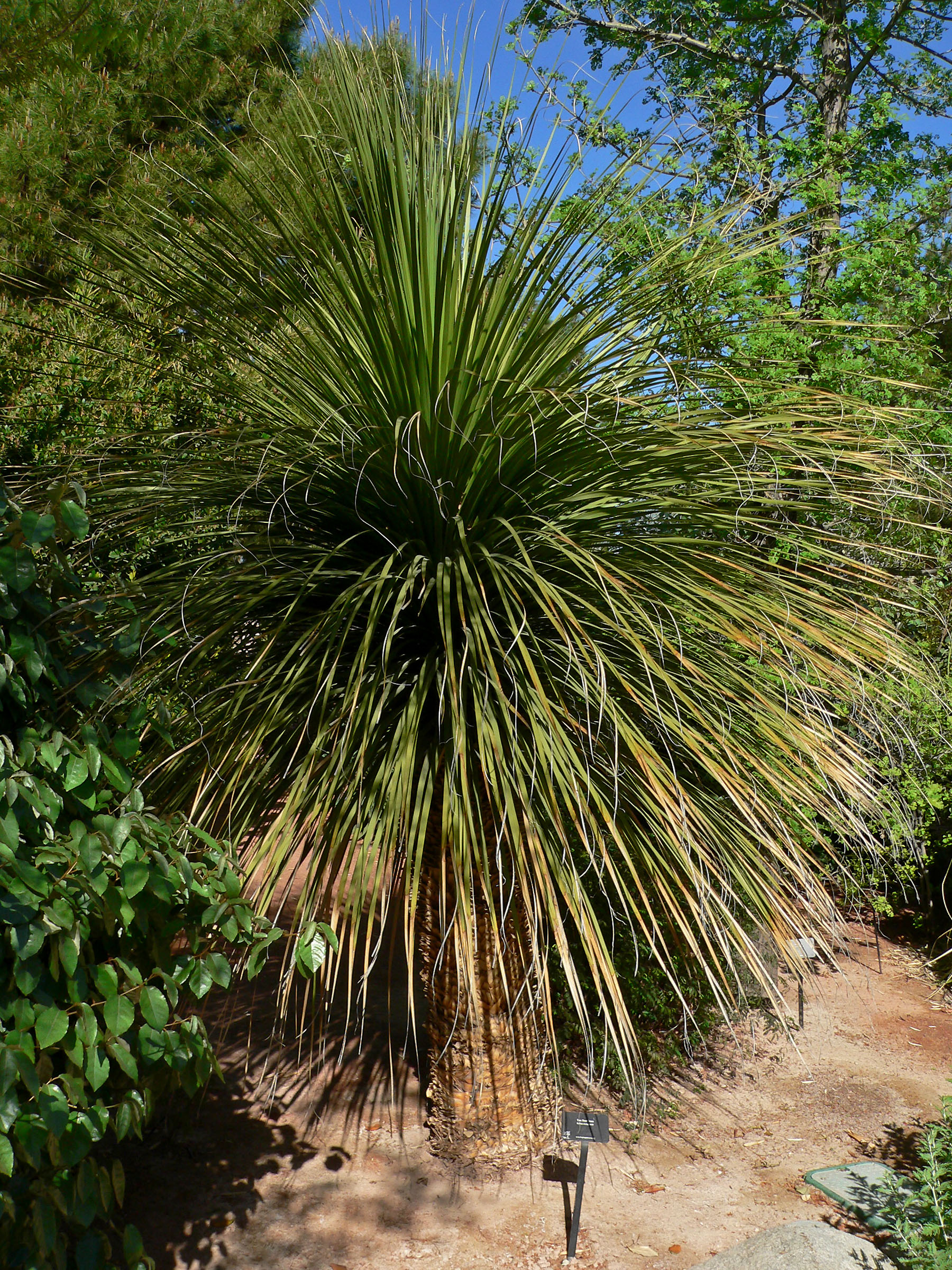
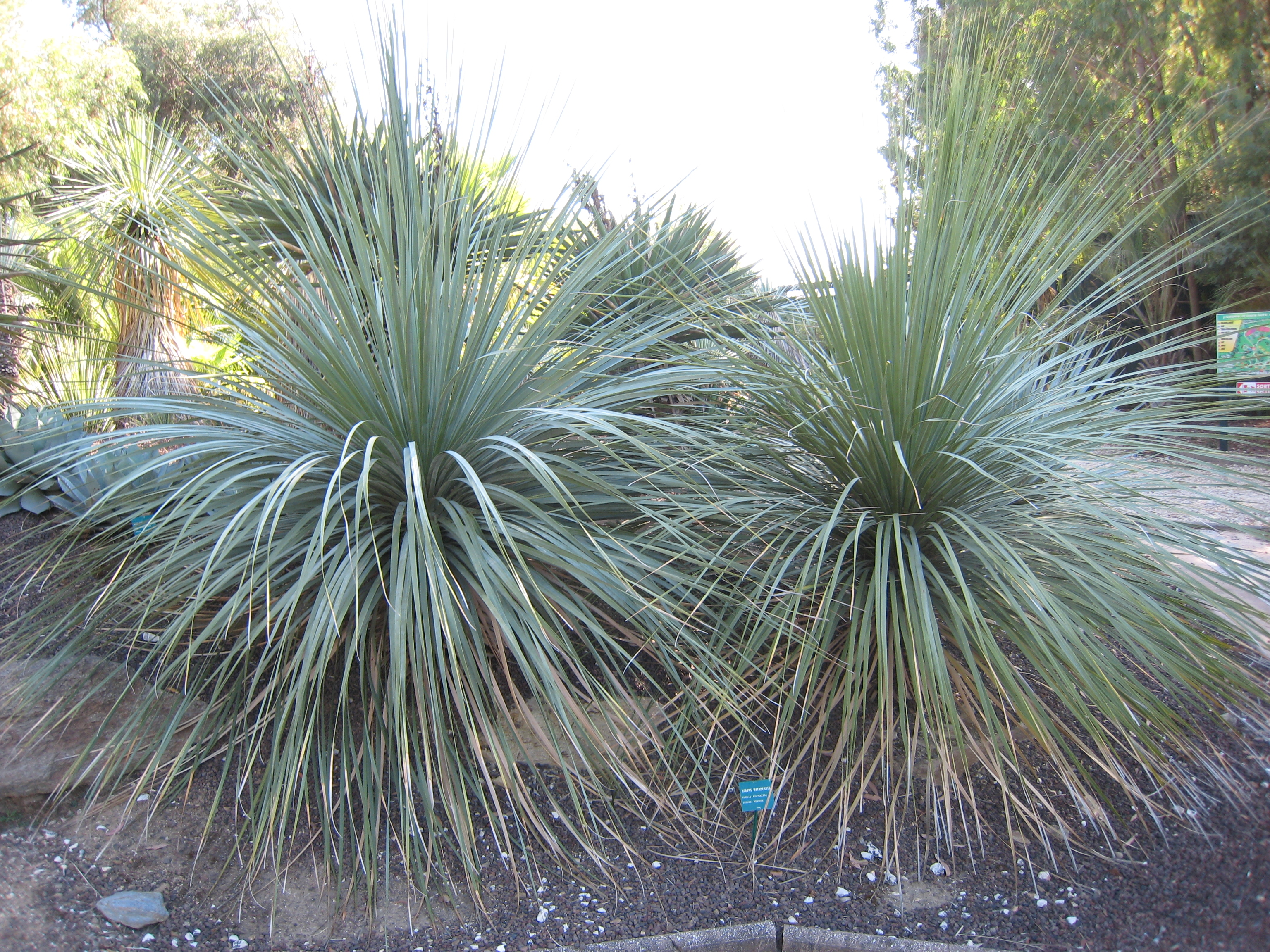